# Iana (raïon d'Ola)
Pour les articles homonymes, voir Iana.
Iana (en russe : Яна) est un possiolok russe du raïon d'Ola de l'oblast de Magadan, dans la région extrême-orientale de la Kolyma. Sa population s'élevait à 56 habitants au recensement de 2021.

## Géographie
Le village de Iana se situe dans l'oblast de Magadan, un oblast de la Sibérie du nord-est, en Russie extrême-orientale. La localité fait partie de la région de la Kolyma, et du district fédéral d'Extrême-Orient. Le village se trouve dans le raïon d'Ola, une subdivision de l'oblast.  
Iana, comme tout l'oblast de Magadan, se trouve dans le fuseau horaire MSK+8 (heure de Magadan). Le décalage horaire appliqué par rapport au temps universel coordonné est +10:00.

## Démographie
Recensements (*) et estimations de la population,,,,,
:
| 2002 * | 2010* | 2021* | - |
| ------ | ----- | ----- | - |
| 133    | 115   | 56    | - |

Concernant les ethnies, en 2002, sur les 133 habitants, il y avait 73 % de Russes.